# Reina Hakohén
Reina Hakohén (Salónica, s.XIX-íbidem, s.XX) fue una intelectual sefardí. Junto a Laura Papo y Rosa Yehézkel Gabay, se la considera una de las primeras escritoras en judeoespañol. 

## Trayectoria
Su trabajo se enmarca en el nacimiento de la literatura femenina en judeoespañol, que se produce en la segunda mitad del siglo XIX, cuando el desmembramiento del Imperio otomano provoca el nacimiento de los estados-nación balcánicos y la llegada de la influencia de las potencias occidentales. El acceso de las mujeres a la educación occidental y su progresiva autonomía provocan importantes cambios de mentalidad y algunas mujeres se visibilizan en el espacio público, entre ellas las escritoras. 
Entre sus obras destacan las de contenido religioso, como el Comentario a Daniel, un comentario al libro bíblico de Daniel escrito al estilo de los últimos libros de la serie Meˀam loˀez, considerado el gran comentario bíblico en judeoespañol. Con esta obra demuestra ser una erudita del judaísmo.
También escribió una autobiografía, de momento inédita como el texto anterior, y dos ensayos con consejos a la juventud para preservar la esencia del judaísmo en el mundo moderno. Las muchachas modernas: Una buena lisyón a syertas muchachas de muestra époka por kitarlas del kamino yerado, publicado en Salónica en 1898 y Por los modernos: Un razonamiento kontra la mansevez de muestra época, que también se publicó en Salónica un año después.
El también escritor de Salónica Itzhak Benveniste publicó en respuesta a Las muchachas modernas, la novela romántica Konfidensyas de un amigo, en la que defiende las nuevas costumbres amorosas de la juventud sefardí, que Hakohén cuestionaba en sus escritos.